# Skagerrak (film)
 For alternative betydninger, se Skagerrak (flertydig). (Se også artikler, som begynder med Skagerrak)
Skagerrak er en dansk spillefilm fra 2003. Filmen er instrueret af Søren Kragh-Jacobsen, der også har skrevet manuskriptet sammen med Anders Thomas Jensen.
Hovedrollen spilles af Iben Hjejle.